# Kim Su-Ji (saltadora)
Kim Su-Ji (en coreano: 김수지; Seúl, 16 de febrero de 1998) es una deportista surcoreana que compite en saltos de trampolín.
Ganó dos medallas de bronce en el Campeonato Mundial de Natación de 2024 y tres medallas de bronce en los Juegos Asiáticos, en los años 2018 y 2022.

## Palmarés internacional
| Campeonato Mundial | Campeonato Mundial  | Campeonato Mundial | Campeonato Mundial         |
| Año                | Lugar               | Medalla            | Prueba                     |
| ------------------ | ------------------- | ------------------ | -------------------------- |
| 2024               | Doha (Catar)        | Medalla de bronce  | Trampolín 3 m              |
| 2024               | Doha (Catar)        | Medalla de bronce  | Trampolín 3 m sincro mixto |
| Juegos Asiáticos   |                     |                    |                            |
| Año                | Lugar               | Medalla            | Prueba                     |
| 2018               | Yakarta (Indonesia) | Medalla de bronce  | Trampolín 1 m              |
| 2022               | Hangzhou (China)    | Medalla de bronce  | Trampolín 1 m              |
| 2022               | Hangzhou (China)    | Medalla de bronce  | Trampolín 3 m sincro       |